# توافقنامه صلح ارمنستان و جمهوری آذربایجان
توافقنامه صلح ارمنستان و جمهوری آذربایجان، توافقی بین ارمنستان و جمهوری آذربایجان برای پایان دادن به درگیری ۳۷ ساله قره‌باغ کوهستانی است. این توافقنامه در اوت ۲۰۲۵ پس از توافق هر دو طرف بر سر تمام شرایط، با هدف ایجاد صلح و ثبات پایدار در منطقه، امضا شد و شامل مفادی برای تعیین حدود مرزی، همکاری امنیتی و گام‌هایی برای عادی‌سازی روابط بین دو کشور بود.
بخشی از توافق‌نامه اخیر شامل اعطای حقوق انحصاری به ایالات متحده برای توسعه کریدور زنگزور برای ۹۹ سال آینده است. دولت آمریکا این کریدور را «مسیر ترامپ برای صلح و رفاه بین‌المللی» (TRIPP) نامیده است. هدف از این پروژه اتصال جمهوری خودمختار نخجوان به بقیه آذربایجان از طریق ارمنستان، بدون نیاز به ایست‌های بازرسی است. در حال حاضر، به دلیل محاصره جاری ترکیه و آذربایجان علیه ارمنستان، عبور و مرور مستقیم از این منطقه با مشکل مواجه است.
علاوه بر هدف فوری، تکمیل این کریدور امکان عبور مردم و کالا از اروپا به آذربایجان و کل منطقه آسیای مرکزی را فراهم می‌کند، بدون اینکه نیازی به سفر از طریق روسیه یا ایران باشد. به همین دلیل، با وجود اینکه ایران در ابتدا از این توافق حمایت کرده بود، اکنون تهدید کرده است که جلوی ساخت این کریدور را خواهد گرفت.

## پیشینه
درگیری قره‌باغ بین جمهوری آذربایجان و ارمنستان در سال ۱۹۸۸ آغاز شد. جمهوری آذربایجان در سال‌های ۲۰۲۰ و ۲۰۲۳، کنترل این منطقه مورد مناقشه و مناطق اطراف آن را دوباره به دست گرفت.
در اکتبر ۲۰۲۲، اتحادیه اروپا از اعزام یک هیئت غیرنظامی به ارمنستان برای کمک به تعیین مرزهای بین ارمنستان و جمهوری آذربایجان خبر داد. هدف این هیئت، حمایت از مذاکرات مسالمت‌آمیز، ارائه کمک فنی در علامت‌گذاری مرزها و ارتقای ثبات در منطقه در بحبوحه تنش‌های جدید بود.
در ۱۳ مارس ۲۰۲۵، اعلام شد که هر دو طرف بر سر تمام مفاد توافقنامه صلح به توافق رسیده‌اند. این اعلامیه توسط مارکو روبیو، وزیر امور خارجه آمریکا، «تاریخی» توصیف شد، در حالی که کایا کالاس، نماینده عالی اتحادیه اروپا، از آن به عنوان «گامی تعیین‌کننده» یاد کرد.
به گفته توماس دی وال، تحلیلگر سیاسی، پیشرفت در جهت دستیابی به توافق تا حد زیادی به نیکول پاشینیان، نخست‌وزیر ارمنستان، نسبت داده می‌شود که در تلاش برای دستیابی به توافق، مجموعه‌ای از امتیازات را داده است. با این حال، دی وال همچنین خاطرنشان کرد که الهام علی‌اف، رئیس‌جمهور جمهوری آذربایجان، به ندرت بر مزایای صلح تأکید می‌کند و همچنان از درگیری با ارمنستان به عنوان وسیله‌ای برای تثبیت رهبری خود در داخل کشور استفاده می‌کند.

## توافق صلح با میانجیگری آمریکا
در اوت ۲۰۲۵، ایالات متحده آمریکا، میزبان مراسم امضای توافقنامه کریدور ترانزیت استراتژیک بین ارمنستان و جمهوری آذربایجان در کاخ سفید بود. در این رویداد، دونالد ترامپ، رئیس‌جمهور آمریکا، نیکول پاشینیان، نخست‌وزیر ارمنستان و الهام علی‌اف، رئیس‌جمهور جمهوری آذربایجان، حضور داشتند. این توافقنامه، پیشرفتی کلیدی در روند صلح بود.
ارمنستان موافقت کرد که حقوق توسعه ویژه انحصاری در زمین‌های دالان زنگزور را به مدت ۹۹ سال به آمریکا، اعطا کند. آمریکا، این زمین را به کنسرسیومی اجاره می‌دهد که خطوط ریلی، نفت، گاز و فیبر نوری و احتمالاً انتقال برق را در امتداد ۴۳ کیلومتر، توسعه خواهد داد. این کریدور، «مسیر ترامپ برای صلح و رفاه بین‌المللی» (TRIPP) نامیده خواهد شد.

## متن کامل بیانیه صلح
بیانیه مشترک رئیس جمهوری آذربایجان و نخست‌وزیر جمهوری ارمنستان در مورد نتایج دیدارشان در واشینگتن دی.سی. ایالات متحده آمریکا. ما، رئیس جمهوری آذربایجان و نخست‌وزیر جمهوری ارمنستان، پس از دیدار در واشینگتن دی.سی. ایالات متحده آمریکا، در تاریخ ۸ اوت ۲۰۲۵، موارد زیر را اعلام می‌کنیم:
1. ما و رئیس‌جمهور دونالد جی. ترامپ از ایالات متحده آمریکا، شاهد امضای متن توافق شده توافقنامه برقراری صلح و روابط بین‌دولتی بین جمهوری آذربایجان و جمهوری ارمنستان توسط وزیران امور خارجه طرفین بودیم. در این راستا، ما بر لزوم ادامه اقدامات بیشتر برای دستیابی به امضا و تصویب نهایی توافقنامه اذعان کردیم و بر اهمیت حفظ و تقویت صلح بین دو کشور تأکید کردیم.
2. ما همچنین شاهد امضای درخواست مشترک وزیران امور خارجه جمهوری ارمنستان و جمهوری آذربایجان به سازمان امنیت و همکاری اروپا (OSCE) در مورد تعطیلی روند مینسک و ساختارهای مرتبط با آن بودیم. ما از همه کشورهای شرکت‌کننده در OSCE می‌خواهیم که این تصمیم را اتخاذ کنند.
3. ما بر اهمیت بازگشایی ارتباطات بین دو کشور برای حمل‌ونقل درون‌کشوری، دوجانبه و بین‌المللی برای ارتقای صلح، ثبات و رفاه در منطقه و همسایگی آن بر اساس احترام به حاکمیت، تمامیت سرزمینی و صلاحیت کشورها، تأکید مجدد کردیم. این تلاش‌ها شامل اتصال بدون مانع، بین بخش اصلی جمهوری آذربایجان و جمهوری خودمختار نخجوان آن، از طریق قلمرو جمهوری ارمنستان، با مزایای متقابل برای اتصال بین‌المللی و درون‌کشوری برای جمهوری ارمنستان است.
4. جمهوری ارمنستان با ایالات متحده آمریکا و اشخاص ثالثِ مصمم متقابل، برای تعیین چارچوبی برای پروژه اتصال «مسیر ترامپ برای صلح و رفاه بین‌المللی» (TRIPP) در قلمرو جمهوری ارمنستان همکاری خواهد کرد. ما عزم خود را برای پیگیری تلاش‌های صادقانه برای دستیابی به این هدف در سریع‌ترین زمان ممکن، تأیید می‌کنیم.
5. ما بر لزوم ترسیم مسیری برای آینده‌ای روشن، فارغ از درگیری‌های گذشته، مطابق با منشور ملل متحد و اعلامیه ۱۹۹۱ آلماتی، اذعان داریم. شرایطی فراهم شده است تا ملت‌های ما سرانجام بر اساس مصونیت مرزهای بین‌المللی و عدم پذیرش استفاده از زور برای تصرف سرزمین، پس از درگیری‌ای که رنج عظیم انسانی را به همراه داشت، به ایجاد روابط خوب همسایگی بپردازند. این واقعیت که قابل تجدیدنظر نیست و هرگز نباید باشد، راه را برای بستن فصل دشمنی بین دو ملت ما هموار می‌کند. ما قاطعانه هرگونه تلاش برای انتقام را، چه اکنون و چه در آینده، رد و منتفی می‌دانیم.
6. ما اطمینان خود را ابراز می‌کنیم که این نشست، بنیان محکمی برای احترام متقابل و پیشرفت صلح در منطقه است.
7. ما از رئیس‌جمهور، دونالد جی. ترامپ، از ایالات متحده آمریکا، به خاطر مهمان‌نوازی سخاوتمندانه‌اش در میزبانی این نشست مهم و به خاطر سهم قابل‌توجهش در پیشبرد عادی‌سازی روابط دوجانبه بین جمهوری آذربایجان و جمهوری ارمنستان، عمیقاً قدردانی می‌کنیم. بیانیه حاضر در ۸ اوت ۲۰۲۵ در واشینگتن دی.سی. ایالات متحده آمریکا، امضا شد.[۸]

## اهمیت ژئوپلیتیکی
یک مقام آمریکایی به آکسیوس گفت که هدف اصلی ایالات متحده در این پروژه، توسعه، کاهش نفوذ ایران، روسیه و چین در منطقه قفقاز جنوبی است. این کریدور به مردم و کالاها اجازه می‌دهد تا بدون عبور از ایران یا روسیه، بین ترکیه و جمهوری آذربایجان و فراتر از آن، به آسیای مرکزی، سفر کنند.
این کریدور، آذربایجان را به نخجوان، استان برون‌بومی آن، با فاصله ۳۲ کیلومتر، متصل خواهد کرد. این ارتباط با ایجاد یک مسیر مستقیم، روابط جمهوری آذربایجان با ترکیه را تقویت خواهد کرد. برای احترام به حاکمیت ارمنستان، این کریدور تحت قانون ارمنستان، اداره خواهد شد.